# Illycaffè
Illycaffè, kortweg Illy, is een Italiaanse koffiebrander die wereldwijd opereert. Illy produceert buiten koffie ook espressomachines.
Het hoofdkantoor is gesitueerd in Triëst. Anno 2022 werken er ongeveer 1230 mensen voor Illy. In 2022 boekte het bedrijf een omzet van 568 miljoen euro.

## Geschiedenis
Illy is in 1933 opgericht door Francesco Illy (1892 - 1956). Hij heeft zowel het eerste automatische koffiezetapparaat als een automatisch verpakkingssysteem voor koffie uitgevonden. Na de Tweede Wereldoorlog nam Francesco's zoon Ernesto het stokje over. Ernesto Illy (1925 - 2008) was universitair geschoold en richtte zich erg op Onderzoek & Ontwikkeling. Hierdoor werden er constant nieuwe technieken en machines op het gebied van koffie uitgevonden. Sinds 2013 is Andrea Illy, kleinzoon van de oprichter Francesco Illy, bestuursvoorzitter van het bedrijf. Illy koffie is in 140 (2019) landen verkrijgbaar.